# Citellophilus altaicus
Citellophilus altaicus är en loppart som först beskrevs av Ioff 1936.  Citellophilus altaicus ingår i släktet Citellophilus och familjen fågelloppor. Inga underarter finns listade i Catalogue of Life.